# DVD-video

Logotyp.

"DVD-video" är det innehåll som lagras på en skiva som följer DVD-standarden. DVD blev 2003 det dominerande formatet för videouthyrningen i USA. Videofilmer lagrade på en DVD-skiva kan ha olika upplösning. I Europa, där videostandarden PAL används, är upplösningen vanligtvis 720 × 576 pixlar (Full D1) medan motsvarande upplösning för NTSC är 720 × 480 pixlar. Lagringen på skivorna är dock varken i PAL eller NTSC utan dessa beteckningar används enbart för att definiera linjetalet. Det vore därför mer korrekt att skriva CCIR 625/50 i stället för PAL och EIA 525/60 för NTSC.

## Upplösning
Filmer lagrade på DVD-skivor kan ha något av följande upplösningar::
- Upp till 9.8 Mbit/s (9800 kbit/s) MPEG-2 video.
- Upp till 1.856 Mbit/s (1856 kbit/s) MPEG-1 video.

- PAL:

720 x 576 pixlar MPEG-2 (Full D1)
704 x 576 pixlar MPEG-2
352 x 576 pixlar MPEG-2 (Halv D1, samma kvalité som China Video Disc-formatet)
352 x 288 pixlar MPEG-2
352 x 288 pixlar MPEG-1 (samma kvalitet som VCD-formatet)
- NTSC:

720 x 480 pixlar MPEG-2 (Full D1)
704 x 480 pixlar MPEG-2
352 x 480 pixlar MPEG-2 (Halv D1, samma kvalité som China Video Disc-formatet)
352 x 240 pixelar MPEG-2
352 x 240 pixelar MPEG-1 (samma kvalitet som VCD-formatet)